# Elsi, die seltsame Magd

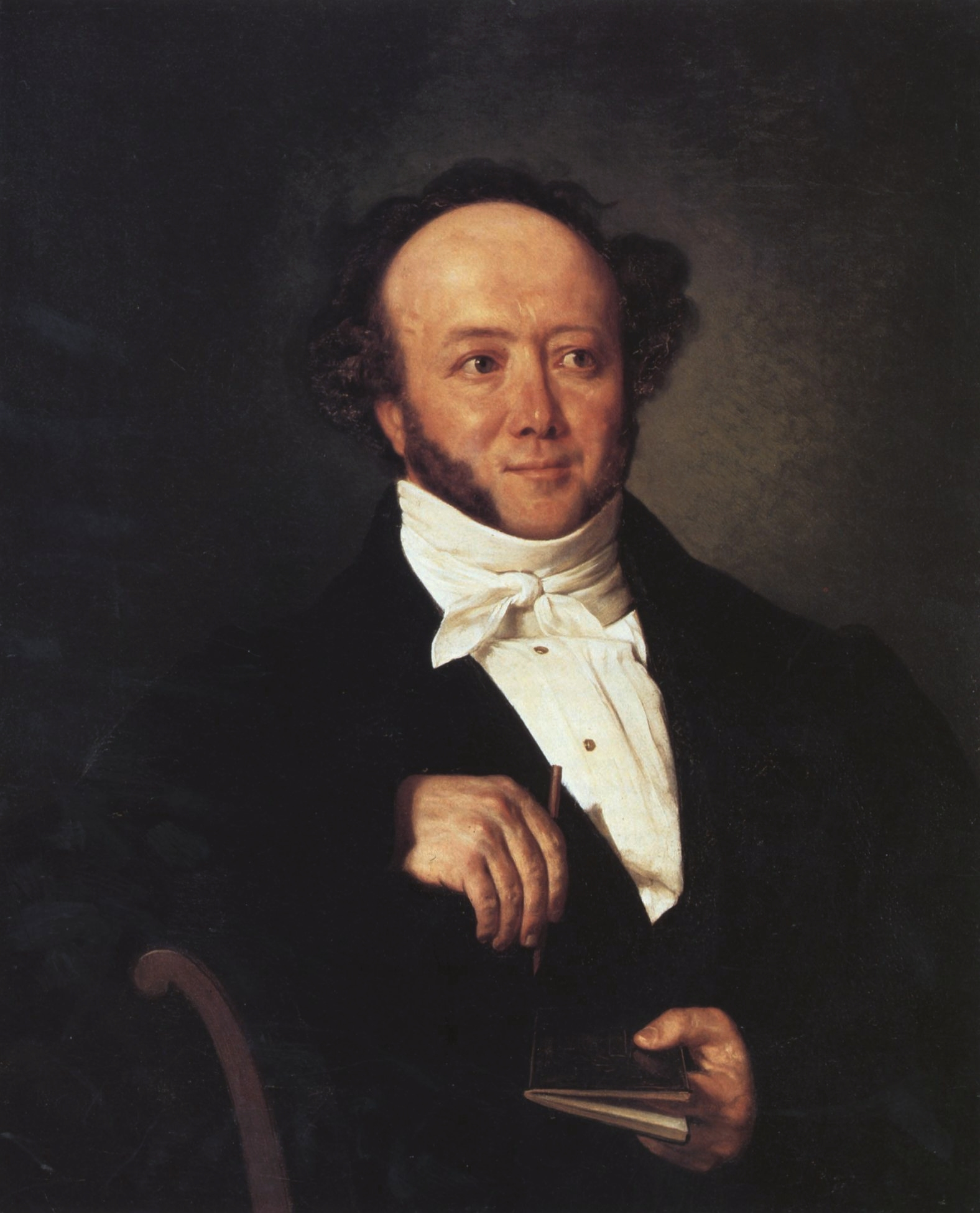
Jeremias Gotthelf um 1844

Elsi, die seltsame Magd ist eine historische Erzählung von Jeremias Gotthelf, die 1843 im Neuen Schweizerischen Unterhaltungsblatt für gebildete Leser aller Stände bei C. Rätzer in Bern erschien.
5. März 1798: Während des Franzoseneinfalls unterliegen die Berner im Kampf gegen das französische Direktorium. Gotthelf greift eine Episode aus der Schlacht bei Neuenegg heraus. Auf der Höhe mit der Linde bei Fraubrunnen halten der Berner Kanonier Christen und seine Kameraden einer Batterie die Stellung gegen die übermächtigen Franzosen. Elsi, mit ihrer „zweizinkichten Schoßgabel“ bewaffnet, dringt – die Franzosen attackierend – zu dem Geliebten vor. Sie hatte sich Christen verweigert und gesteht dem Fechtenden, selbst stechend, ihre Liebe. Das Paar, von den Gegnern „zum Tode getroffen“, stirbt Hand in Hand.

## Vorgeschichte
1796 im Bernbiet: Die Müllerstochter Elsi verlässt nach dem Tod ihrer lieben Mutter das Vaterhaus und wird von einem Bauern in Heimiswyl als Magd aufgenommen. Alle, außer dem Bauern, meinen, Elsi könne wegen ihrer „gewissen adelichen Art“ keine Magd sein. Elsi beweist das Gegenteil. Durch ihre umsichtige, selbständige Arbeit in Haus und Hof gewinnt das große, stark gebaute, schöne Mädchen die Achtung und dann die Zuneigung der zunächst voreingenommenen „Bäurin“. Junge Burschen weist Elsi zurück, besonders wenn diese das Mädchen auf den Tanzboden führen wollen. Das hat einen Grund. Elsis Vater hatte das beträchtliche Vermögen in Gasthäusern verjubelt und die ganze Familie ins Unglück gestürzt.
Der junge Bauer Christen lässt sich von der Schönen nicht so schnell abweisen. Elsi ist zu stolz. In ein Gasthaus zu einem Vergnügen geht sie nicht mit Christen, denn sie müsste währenddessen immer an ihren leichtsinnigen Vater denken. Christen bemüht sich trotzdem unbeirrt weiter um das schöne Mädchen. Als ihm Elsi gar nicht entgegenkommen will, wird er zornig und stachelt ihre Eifersucht an. Christen nimmt sich ein willigeres Heimiswyler Mädchen. Die Bäuerin versteht Elsi nicht. Sie will das Mädchen unbedingt mit Christen, dem Sohn wohlhabender Eltern, verkuppeln.
Als die Franzosen ins Waadtland einrücken und gegen Bern ziehen, wird es für den Kanonier Christen ernst. Erneut wendet er sich an Elsi mit der Bitte, sie solle ihm versprechen, seine Frau zu werden. Weil das stolze Mädchen sich ihrer Familie so schämt, weist sie ihn wieder ab. Als dann Christen eingerückt ist, bereut sie ihr Verhalten und bangt um Christens Leben. In dieser Not verrät sie der Bäuerin das Geheimnis ihrer Herkunft. Die Bäuerin hat von dem leichtsinnigen Müller, diesem fröhlichen Zecher, schon gehört. Das mit dem Vater sei alles halb so schlimm, meint die Bäuerin. Die beiden Frauen sind schließlich einer Meinung – Christen muss im Felde unterrichtet werden: Elsi will nun endlich die Seine werden. Das Mädchen macht sich auf den Weg.

## Zitat
„Wenn eine Frau eine Heirat auf dem Korn hat, so ists schwer, sie davon abzubringen.“

## Stil
Meistens kann der Satzsinn aus dem hochalemannischen Berndeutsch erraten werden.
Der Erzähler steht über dem Stoff – dem vergeblichen Werben Christens um Elsi: „Es ist kurios mit dem Weibervolke und dem Männervolk. Solange sie ledig sind,…“ Der Leser ist in Elsis Geheimnis eingeweiht, Christen und die Bäuerin aber nicht.
Die Niederlage der heldenhaft fechtenden Schweizer gegen die übermächtigen Franzosen wird nur in einem Satz zugegeben: „Das einzige Mal, wo die Soldaten vorwärts geführt wurden statt zurück, erfuhren die Franzosen, was Schweizerkraft und -mut noch dato kann, bei Neuenegg erfuhren sie es.“

## Berndeutsch
| Bärndütsch   | Standarddeutsch                |
| ------------ | ------------------------------ |
| Läufterli    | Schiebefensterchen             |
| Vorstuhl     | frei stehende Bank am Esstisch |
| Geld nutzen  | sparen                         |
| Füllimähren  | Mutterstute                    |
| Söhniswyb    | Schwiegertochter               |
| reiten       | fahren                         |
| märten       | markten, feilschen             |
| Lätzes       | Falsches                       |
| drungelich   | dringend                       |
| Kirchhöre    | Kirchgemeinde                  |
| Schellenwerk | Zuchthaus                      |
| hintersinnen | tief nachdenken                |
| Hamme        | Schinken                       |
| Kuder        | Flachs                         |

## Rezeption
- Fehr stellt die Erzählung auf eine Stufe mit Romeo und Julia auf dem Dorfe und Hermann und Dorothea.[6]
- Elsi und Christen sind „zwei junge stolze Menschen“, deren Verhalten aus dem „bäuerlichen Brauchtum“ und dem „Gesetz der Familienehre“ folgt.[7]